# Schwarzach im Pongau
Schwarzach im Pongau ist eine Marktgemeinde mit 3541 Einwohnern (Stand 1. Jänner 2025) im Bezirk St. Johann im Pongau des Bundeslandes Salzburg von Österreich.

## Geografie
Der Ort liegt im Salzachtal an der Einmündung des Wengerbaches in die Salzach. Der höchste Punkt in der Gemeinde befindet sich auf 760 m ü. A., der niedrigste auf 590 m ü. A.

### Nachbargemeinden
|                   | Sankt Veit im Pongau                        |                      |
| Goldegg im Pongau | Kompassrose, die auf Nachbargemeinden zeigt | Sankt Veit im Pongau |
|                   | Sankt Veit im Pongau                        |                      |

## Geschichte
Gegenüber der keltisch-römischen Siedlung von Goldegg befindet sich im Gemeindegebiet von Schwarzach auf der Südseite des Salzachtales eine steilabfallende Felshöhe, der Brandstättenbühel. Auf dieser Hochfläche wurden künstlich angelegte Flächen für Wohnbauten einer Höhensiedlung festgestellt. Bei archäologischen Untersuchungen des Geländes im Jahr 1957 konnte eine zweimalige Besiedlungszeit festgestellt werden. Die erste Phase ist in der Urnenfelderkultur (1300 bis 800 v. Chr.) zu datieren, tönerne Ofendüsen (Mündungen von Blasebalgrohren) und Kupferschlacke beweisen eine Verbindung zu Kupferbergbau und -verhüttung. Nach einer Siedlungsunterbrechung sind die nächsten Funde der frühen Latènezeit (480 bis 280 v. Chr.) zuzuordnen. Graphittongefäße, hauptsächlich in Eimerform mit Fingertupfenverzierungen sind die dominanten Fundobjekte. Die mittlere Latèneperiode (280 bis 190 v. Chr.) ist lediglich mit einigen Keramikbruch-Fundstücken datierbar, noch später sind keine Objekte mehr feststellbar. Eine Beendigung der Besiedlung ist demnach für ungefähr 100 v. Chr. anzunehmen. Die Objekte werden im Salzburg Museum aufbewahrt.
Der Ort wurde im Jahr 1074 erstmals erwähnt. Schwarzach wurde erst 1906 von Sankt Veit abgetrennt und als eigene Ortschaft im Jahr 1908 zur Marktgemeinde erhoben, die im Juni 2006 ihr 100-jähriges Jubiläum feierten.

## Politik

### Gemeinderat
| Gemeinderatswahl 2024Wahlbeteiligung: 65,6 % 80706050403020100 73,0 % (−5,8 %p)17,0 % (+1,9 %p)9,9 % (n. k. %p)n. k. % (−6,2 %p) SPÖÖVPFPÖFPS20192024 |

Die Gemeindevertretung hat insgesamt 21 Mitglieder.
- Mit den Gemeindevertretungs- und Bürgermeisterwahlen in Salzburg 2004 hatte die Gemeindevertretung folgende Verteilung: 17 SPÖ, 3 ÖVP, und 1 FPÖ.
- Mit den Gemeindevertretungs- und Bürgermeisterwahlen in Salzburg 2009 hatte die Gemeindevertretung folgende Verteilung: 16 SPÖ, 3 ÖVP, und 2 FPÖ.[3]
- Mit den Gemeindevertretungs- und Bürgermeisterwahlen in Salzburg 2014 hatte die Gemeindevertretung folgende Verteilung: 16 SPÖ, 3 ÖVP, und 2 FPÖ.[4]
- Mit den Gemeindevertretungs- und Bürgermeisterwahlen in Salzburg 2019 hatte die Gemeindevertretung folgende Verteilung: 17 SPÖ, 3 ÖVP, und 1 FPÖ.[5]
- Mit den Gemeindevertretungs- und Bürgermeisterwahlen in Salzburg 2024 hat die Gemeindevertretung folgende Verteilung: 16 SPÖ, 3 ÖVP und 2 FPÖ.[6]

### Bürgermeister
- 1945–1964 Max Bader (SPÖ)[7]
- 1964–1994 Alois Stöllinger (SPÖ)[8]
- 1994–2008 Hermann Steinlechner (SPÖ)[9]
- seit 2008 Andreas Haitzer (SPÖ)[10]

### Wappen
Das Wappen der Gemeinde ist: In Silber ein schwarzer Schrägrechtsfluß, der oben von einer goldenen Krone, aus der ein roter Drachenkopf wächst, und unten von einem blauen Benediktuskreuz begleitet ist.
Der schwarze Fluss stellt die schwarze Ache (den heutigen Putzengraben) dar. Der Drache mit der Krone erinnert an die Familie der Graf(f) von Schernberg und das blaue Kreuz an den Benediktinerorden, der schon lange Zeit in Schwarzach vertreten ist.

## Kultur und Sehenswürdigkeiten

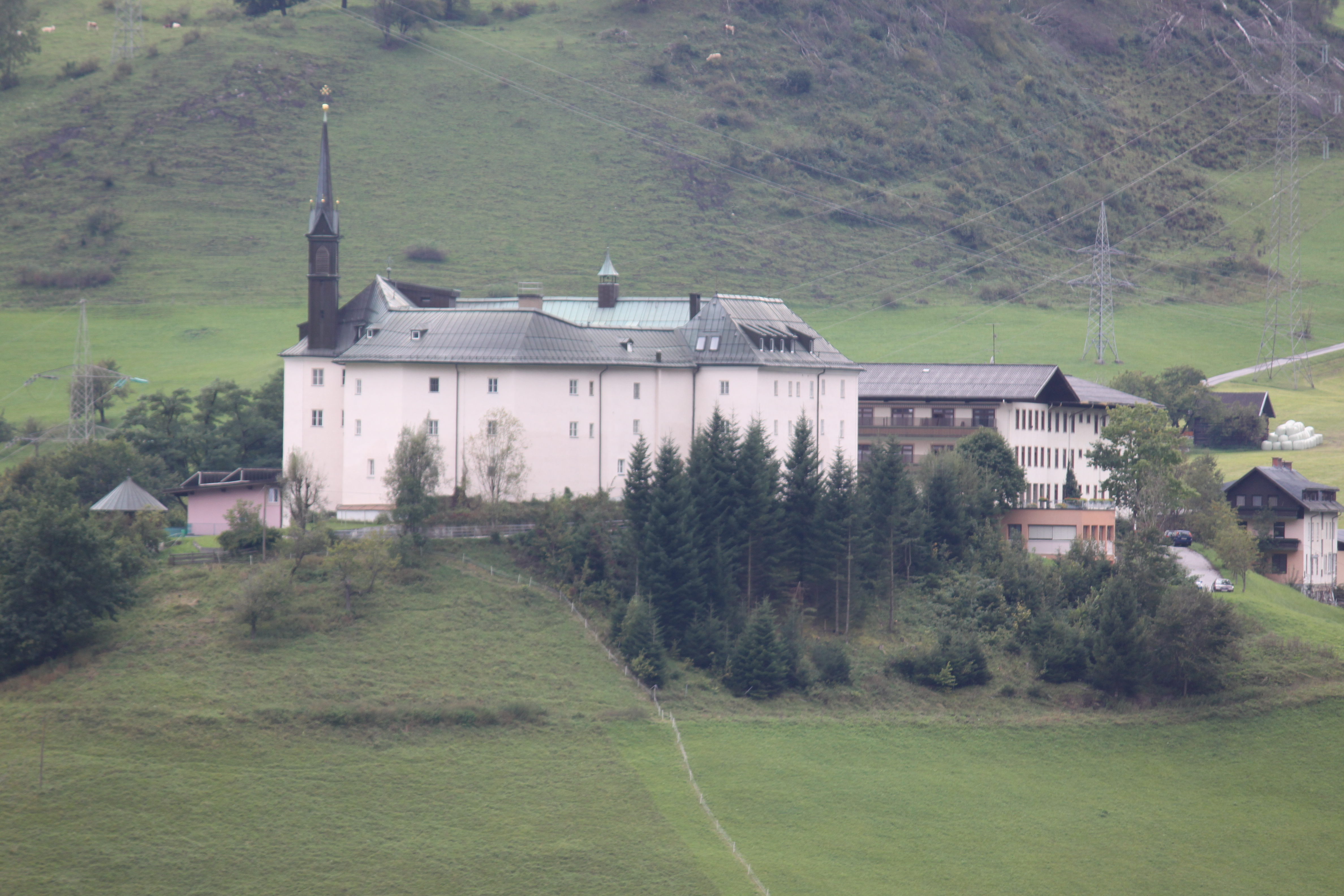
Schloss Schernberg

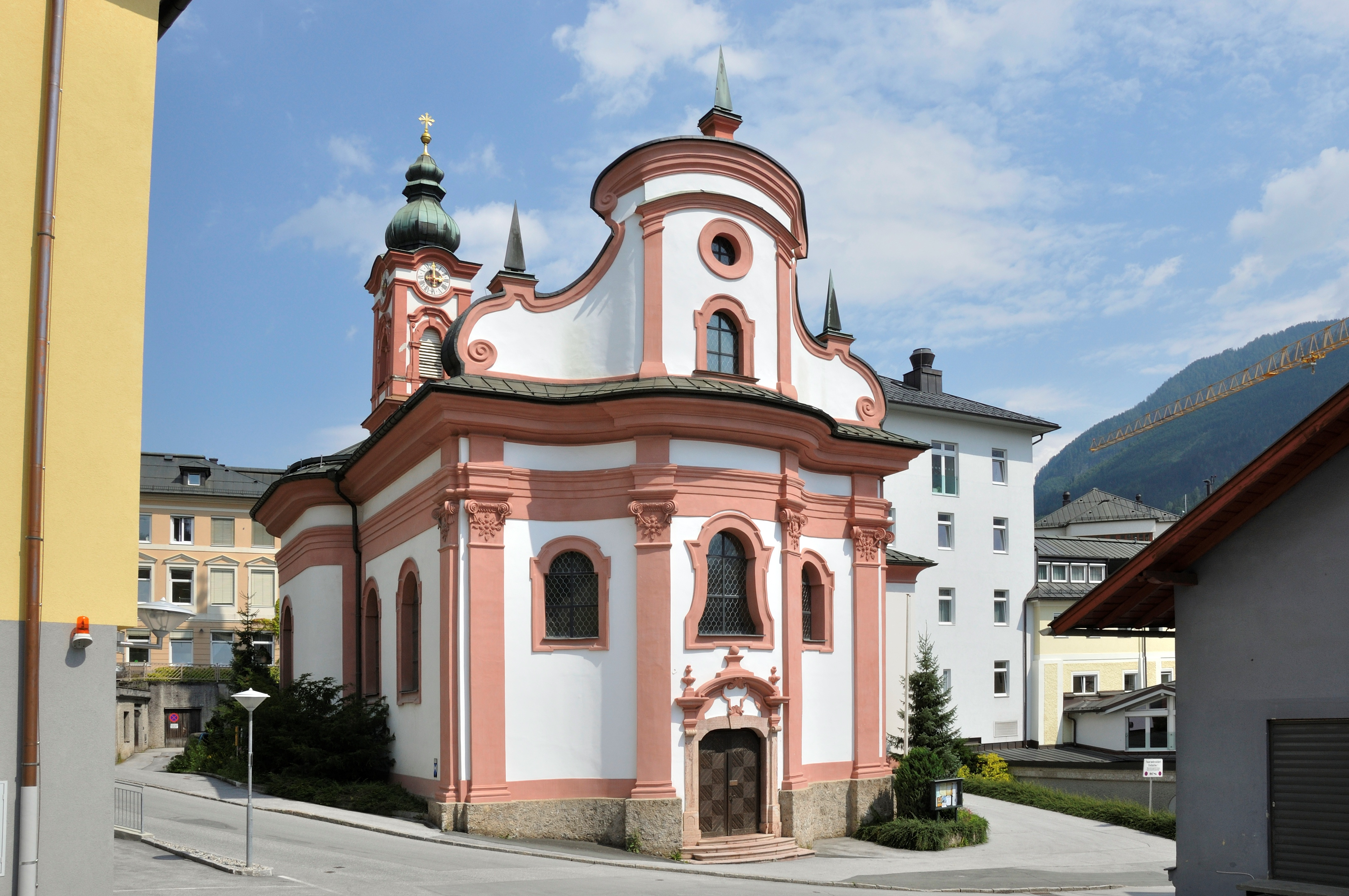
Pfarrkirche Schwarzach im Pongau

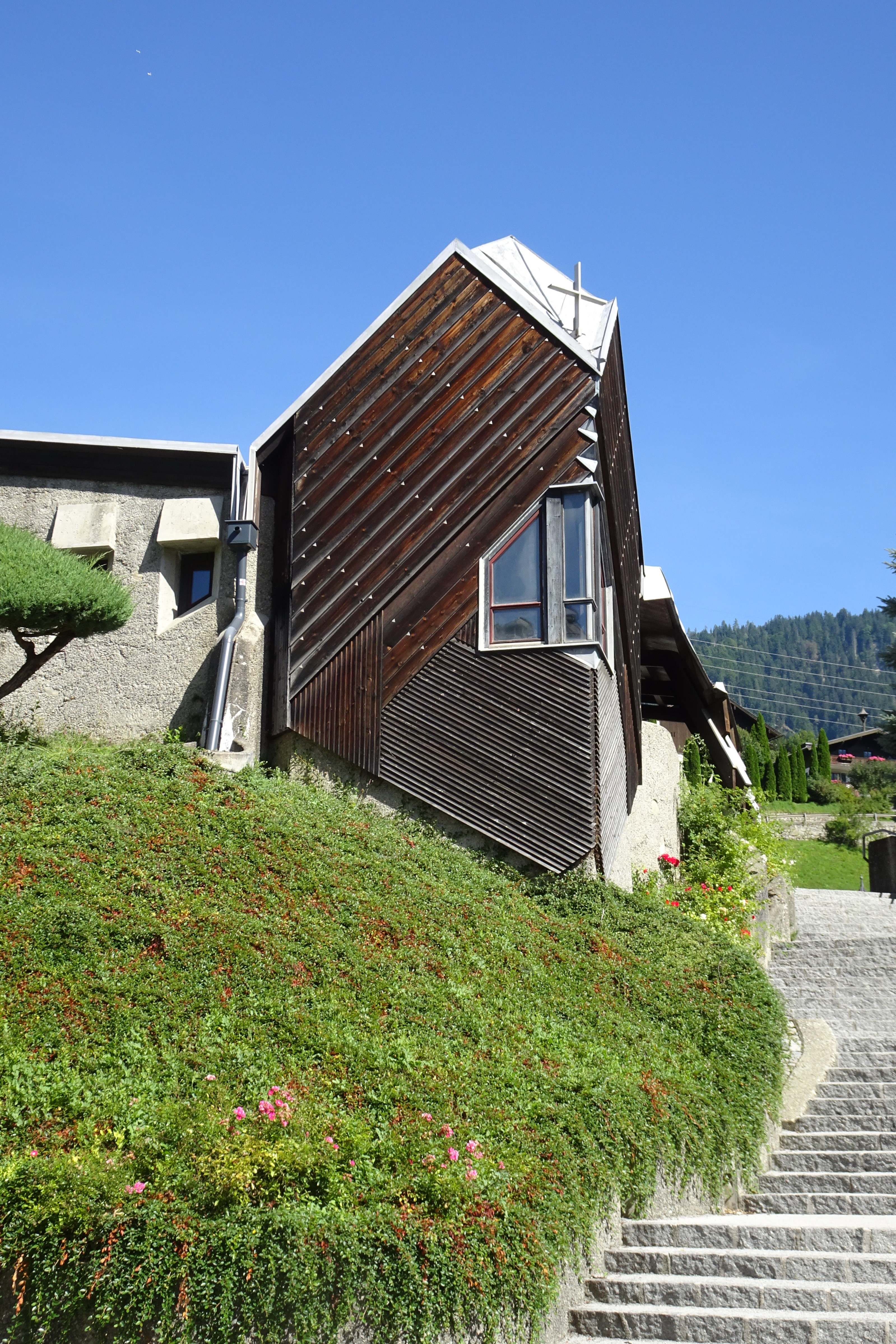
Die Aufbahrungshalle

- Schloss Schernberg: Burg aus dem 11. Jahrhundert, um 1550 umgebaut zu Schloss mit Renaissanceelementen, besonders in der Kapelle sind noch gotische Elemente aus der Burg erhalten.
- Katholische Pfarrkirche Schwarzach im Pongau Unbefleckte Empfängnis
- Friedhof Schwarzach im Pongau: Die Kapelle ist ein spätbarocker Bau mit Satteldach und kleinem Dachreiter.
- Ehemaliges Missionshaus Schwarzach: 1741 von den Benediktinern der Universität Salzburg zur Verhinderung eines erneuten Aufflammens der Protestantenbewegung innergebirg errichtet.
- Seelackenmuseum Bauernhaus aus 1738
- Urfahrgut altes Bauernhaus
- Denkmal für Friedrich Fürst Schwarzenberg
- Brauerei Schwarzach Das Gebäude wurde im Jahr 1859 errichtet.
- Das Speicherkraftwerk Schwarzach wurde zwischen 1954 und 1960 im Stil der Nachkriegsmoderne errichtet. Besonders die Maschinenhalle ist sehenswert.
- Krankenpflegeschule Schwarzach: Gebäude aus dem Jahr 1974, im Stil des Brutalismus errichtet
- Die schon postmoderne Formen aufweisende Aufbahrungshalle wurde 1977/78 nach Plänen von Karla Kowalski, Hartmut Spiluttini und Michael Szyszkowitz erbaut.

Museen
- Museum Tauernbahn: 2005 zum 100-Jahr-Jubiläum der Tauernbahn eröffnetes Eisenbahnmuseum

## Wirtschaft und Infrastruktur

### Verkehr

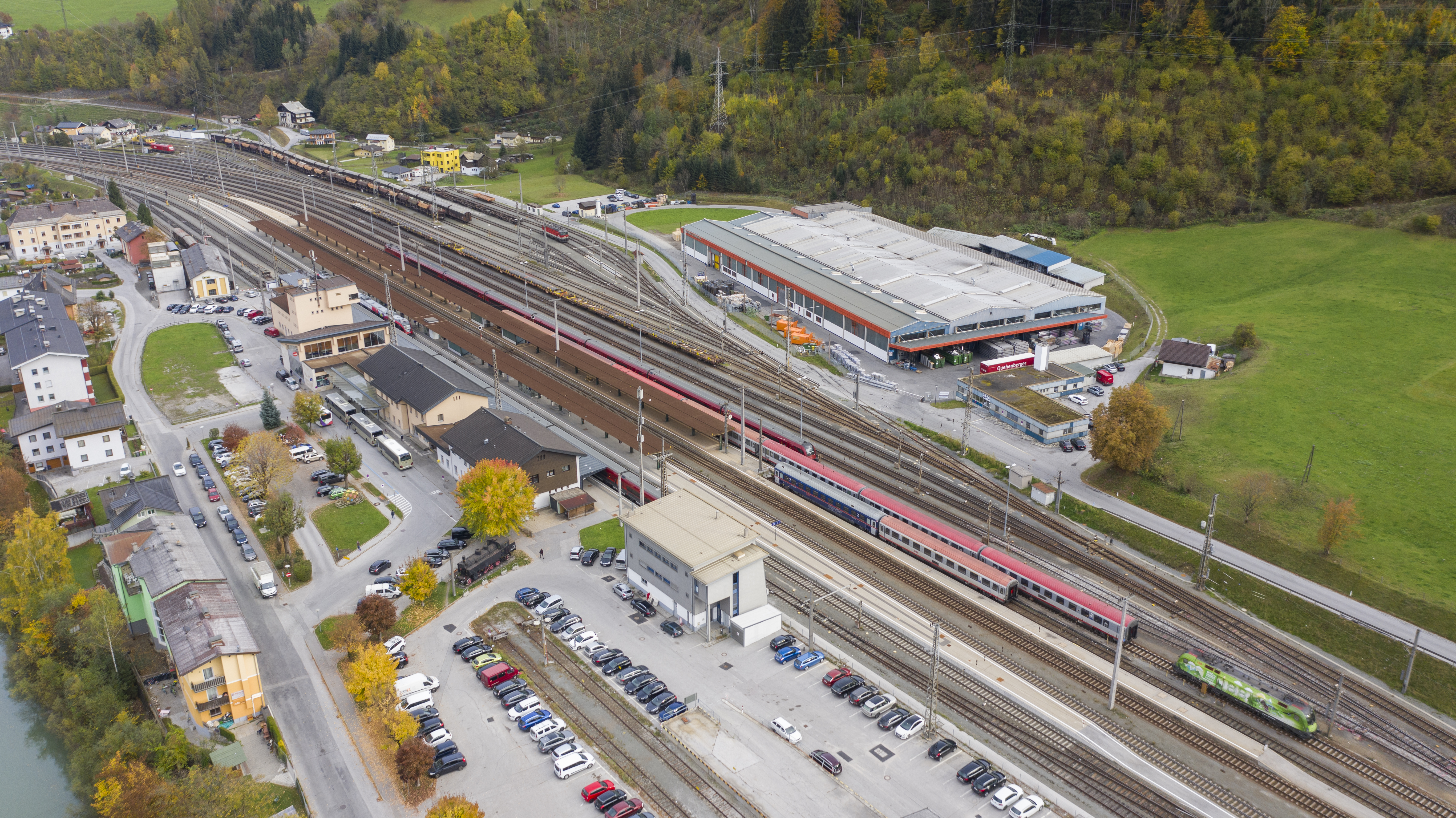
Bahnhof Schwarzach

Der sich in Schwarzach befindende Bahnhof Schwarzach-St. Veit ist der Trennungsbahnhof des Schienenpersonenfernverkehrs und -nahverkehrs zwischen der Salzburg-Tiroler-Bahn und der hier beginnenden Tauernbahn. Durch die günstige Verkehrslage und vor allem durch die Errichtung der Tauernbahn wurde der Ort zu einem wesentlichen Siedlungsgebiet des mittleren Salzachtales.
Die Recycling und Entsorgungs Profis GmbH (R.E.P.) hat 2024 ein Anschlussgleis zum Abtransport von Altspeisefett einrichten können.

### Ansässige Unternehmen

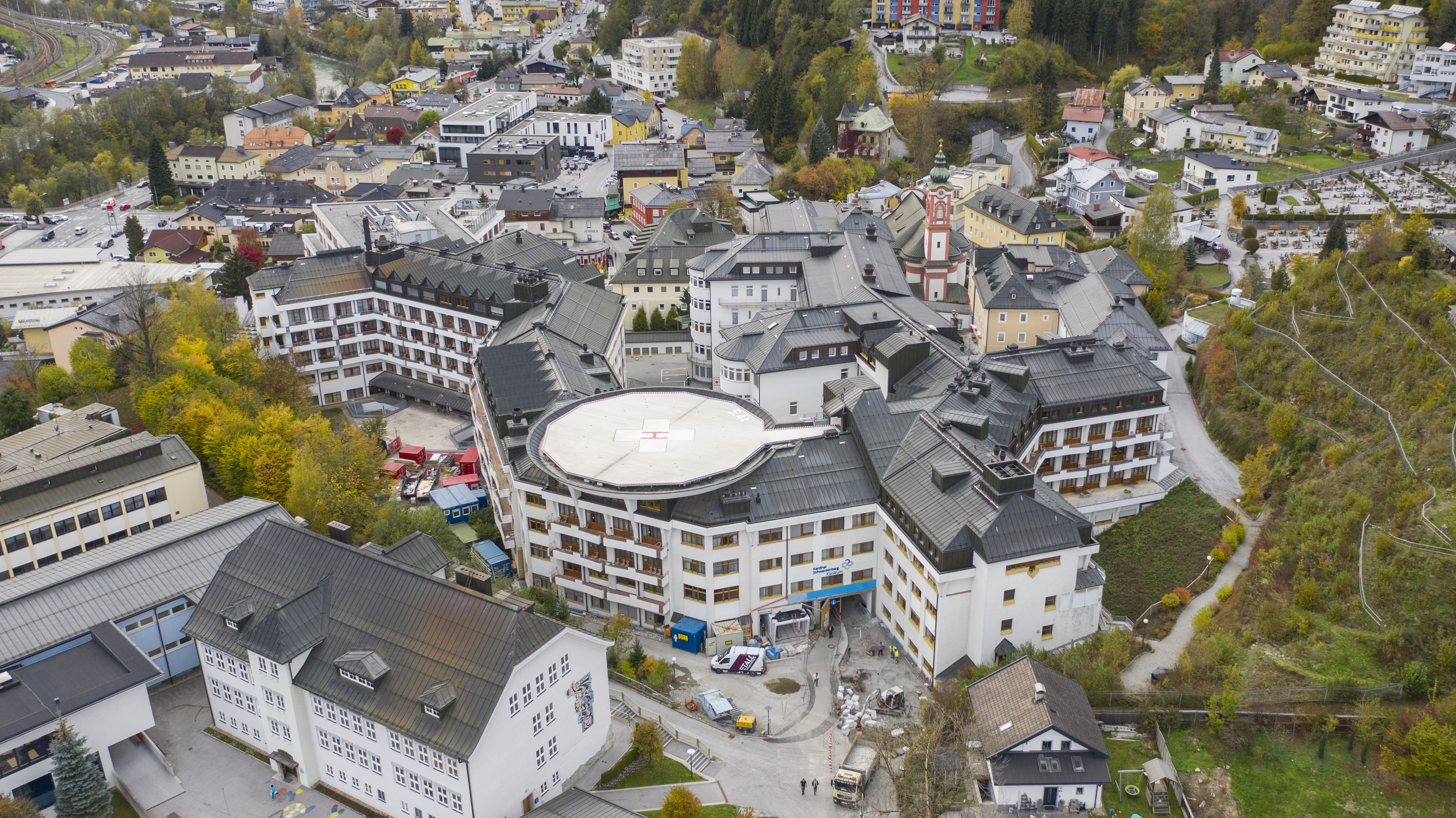
Krankenhaus Kardinal Schwarzenberg

Zu den wichtigsten Arbeitgebern des vor allem durch Handels- und Gewerbebetriebe geprägten Ortes gehören die Tauernkraftwerke AG, Color Drack (eines der modernsten Foto-Großlabors Europas), die Salzburger Aluminium AG (SAG) sowie das Kardinal Schwarzenberg Klinikum, das zweitgrößte Krankenhaus des Bundeslandes Salzburg. Anfang 2009 wurde dieses weithin bekannt als Dieter Althaus, der damalige Ministerpräsident des Freistaats Thüringen, verletzt nach einem Skiunfall im Ski-Gebiet Riesneralm hier behandelt wurde.
Im Ort befindet sich auch die 1847 von Fürsterzbischof Kardinal Schwarzenberg gegründete Brauerei Schwarzach, die sich bis zu ihrer Schließung 2008 elf Generationen lang in Privatbesitz befand. Unter den Markennamen „TauernGold“, „cools“ und „Claro“ produzierte die Brauerei mehrere bekannte Bier-, Radler- und Limonadesorten.

## Persönlichkeiten

### Ehrenbürger der Gemeinde
- Ludwig Kokol (* 1929), Eisenbahner, Vizebürgermeister von Schwarzach im Pongau 1979–1994

### Söhne und Töchter der Gemeinde
- Roman Hellmann (1921–2012), Designer
- Alois Stöllinger (1924–2015), Politiker und Standesbeamter
- Helmut Zobl (* 1941), Medailleur
- Ernst Löschner (1943–2024), Bankdirektor
- Siegfried Augustin (1946–2011), Ingenieurwissenschaftler und Karl-May-Experte
- Christine Engel (* 1946), Slawistin, Literaturwissenschaftlerin und Hochschullehrerin
- Adolf Krischanitz (* 1946), Architekt
- Kurt Leitner (1946–2018), Fußballspieler
- Herbert Rettensteiner (* 1946), Nationaltorhüter
- Margherita Spiluttini (1947–2023), Architekturfotografin
- Walter Schwabl (* 1949), Skispringer
- Norbert Ebster (* 1952), Fußballspieler
- Franz Hornegger (* 1953), Landwirt und Politiker
- O. P. Zier (* 1954), Schriftsteller
- Ernst Winkler (* 1955), alpiner Skirennläufer
- Christian Stöckl (* 1957), Politiker und Lehrer
- Rupert Doppler (* 1958), Politiker
- Gerhard Langer (* 1960), Theologe und Judaist
- Hans Scharfetter (* 1962), Politiker und Geschäftsführer
- Angelika Werthmann (1963–2019), Politikerin
- Thomas Schächl (* 1966), Schauspieler
- Martin Ferdiny (* 1966), Musiker und Moderator
- Sepp Schellhorn (* 1967), Unternehmer, Gastronom und Politiker
- Martin Panosch (* 1967), Politiker
- Andreas Haitzer (* 1967), Politiker und Fahrdienstleister
- Eva Linsinger (* 1968), Journalistin und Autorin
- Peter Eder (* 1969), Verbandsfunktionär und Politiker
- Norbert Langbrandtner (* 1970), Triathlet
- Manuela Riegler (* 1974), Snowboarderin
- Sabine Klausner (* 1977), Politikerin
- Martin Fabian (* 1978), Komponist und Dirigent
- Elisabeth Heiß (* 1978), Politikerin (FPÖ)
- Kurt Engl (* 1979), alpiner Skirennläufer
- Gerhard Breitenberger (* 1979), Fußballspieler
- Andreas Prommegger (* 1980), Snowboarder
- Michael Gruber (* 1979), Nordischer Kombinierer, Olympiasieger und Weltmeister
- Stefan Obermaier (* 1981), Musiker
- Bernhard Gruber (* 1982), Nordischer Kombinierer, Olympiasieger und Weltmeister
- Sylvia Steiner (* 1982), Sportschützin, Weltmeisterin
- Anton Unterkofler (* 1983), Snowboarder
- Iris Strubegger (* 1984), Model
- Birgit Birnbacher (* 1985), Schriftstellerin
- Michaela Kirchgasser (* 1985), alpine Skirennläuferin
- Andrea Fischbacher (* 1985), alpine Skirennläuferin
- Marco Salvatore (* 1986), Fußballspieler
- Andreas G. Weiß (* 1986), Theologe, Philosoph, Autor
- Verena Altenberger (* 1987), Schauspielerin
- Carina Reiter (* 1988), Politikerin
- Thomas Höneckl (* 1989), Eishockeyspieler
- Elisabeth Huber (* 1990), Politikerin, Abgeordnete zum Salzburger Landtag
- Mirjam Puchner (* 1992), alpine Skirennläuferin
- Giuliana Olmos (* 1993), Tennisspielerin
- Stefan Kraft (* 1993), Skispringer
- Lisa-Maria Reiss (* 1993), alpine Skirennläuferin
- Sandro Djuric (* 1994), Fußballspieler
- Hidajet Hankić (* 1994), Fußballspieler
- Paul Gerstgraser (* 1995), Nordischer Kombinierer
- Lukas Pertl (* 1995), Triathlet
- Stefan Bergmeister (* 1996), Fußballspieler
- Sandro Ingolitsch (* 1997), Fußballspieler
- Chiara Kreuzer (* 1997), Skispringerin
- Marco Grüll (* 1998), Fußballspieler
- Jan Hörl (* 1998), Skispringer
- Philip Pertl (* 1998), Triathlet
- Tobias Berger (* 2001), Fußballspieler
- Luca Kronberger (* 2002), Fußballspieler
- Stefan Rettenegger (* 2002), Nordischer Kombinierer
- Maximilian Scharfetter (* 2002), Fußballspieler
- Chris Steger (* 2003), Sänger
- Luka Reischl (* 2004), Fußballspieler
- Tobias Gruber (* 2005), Fußballspieler

### Mit der Gemeinde verbundene Persönlichkeiten
- Josef Voithofer (1895–1982), Politiker
- Joachim Puchner (* 1987), alpiner Skirennläufer